# روبیدیم هیدروکسید
روبیدیم هیدروکسید (به انگلیسی: Rubidium hydroxide) یک ترکیب شیمیایی با شناسه پاب‌کم ۶۲۳۹۳ است. که جرم مولی آن 102.475 g/mol می‌باشد. شکل ظاهری این ترکیب، جامد سفید متمایل به خاکستری است.